# Bischofsresidenz Hamar

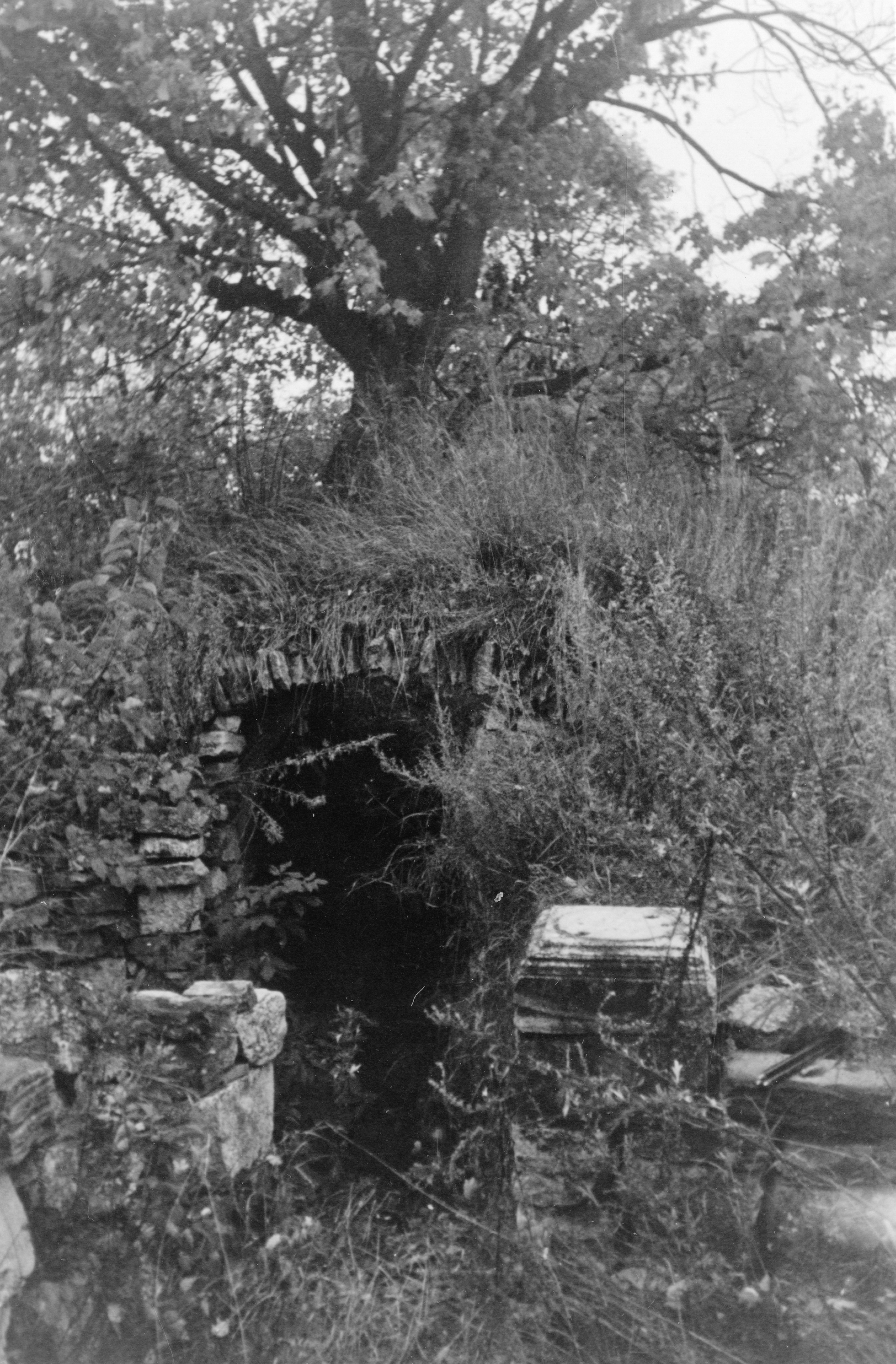
Zustand vor Beginn der Ausgrabungen, 1940er Jahre

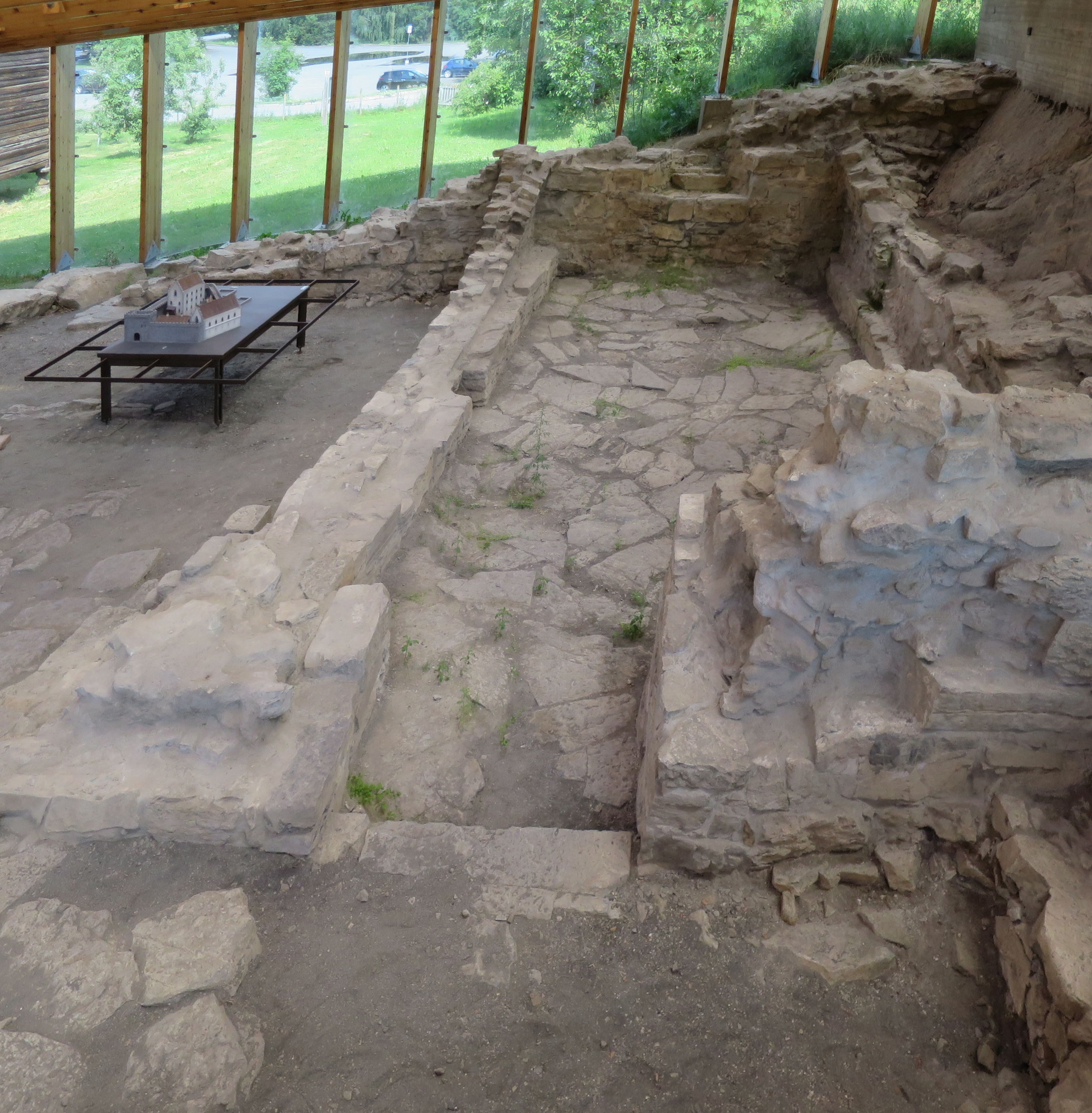
Konservierte Gebäudereste nach der Ausgrabung

Die Bischofsresidenz Hamar war eine Burg gegenüber dem Dom von Hamar in der mittelalterlichen Stadt Hamar in Norwegen, die dem Bischof von Hamar als Residenz diente. Heute sind die Reste der Anlage Teil des Anno-Museums (bis 2009: Hedmark-Museum).

## Geografische Lage
Die Bischofsresidenz lag östlich des Doms, von diesem durch die „Bispestredet“ („Bischofsstraße“) getrennt, eine von drei Straßen, die es damals in Hamar gab, auf der Halbinsel Domkirkeodden im See Mjøsa. Beide Gebäude teilten sich den höchsten Punkt der Halbinsel. Nach Norden schützte die Anlage im Mittelalter zusätzlich ein Teich, der auch als Burggraben diente. Direkt an der Residenz zweigte die Klosterstredet von der Bispestredet nach Osten ab.
Heute befindet sich die Anlage am westlichen Rand der Innenstadt des Mitte des 19. Jahrhunderts neu und weiter östlich gegründeten modernen Hamar in einem museal genutzten Freigelände, das zum Anno-Museum gehört.

## Geschichte

### Bistum
Das Bistum wurde 1152 eingerichtet, was seitens des Papstes 1154 bestätigt wurde. Spätestens zu diesem Zeitpunkt muss auch mit dem Bau einer bischöflichen Residenz begonnen worden sein. Das Gelände stammte vermutlich aus königlichem Besitz. Diese erste Anlage bestand überwiegend aus hölzernen Gebäuden. Ein erhaltener, eingewölbter Keller wird dieser ersten Phase zugerechnet und trug wahrscheinlich eines dieser hölzernen Gebäude.
Nach der Überlieferung soll Bischof Peter (1253–1260) mit dem Bau von Steingebäuden für die Residenz begonnen haben. In dieser Zeit stritten sich der Bischof und König Håkon IV. um Besitzrechte, was der Auslöser gewesen sein kann. Die Anlage hatte ursprünglich einen etwa rechteckigen Grundriss. In der zweiten Hälfte des 15. Jahrhunderts wurde sie in ihrem Umfang fast auf die Hälfte reduziert, die Innenbebauung dafür aber erheblich verdichtet.

### Staatliche Nutzung
Mit der Reformation 1536 wurde die Kirche in Norwegen eine lutherische Staatskirche mit dem dänisch-norwegischen König an der Spitze. Dieser zog mit der Reformation auch das gesamte Kirchenvermögen ein. Eine weitere Konsequenz der Reformation war, dass letztendlich das Bistum Hamar mit dem Bistum Oslo verschmolzen wurde. Eine Bischofsresidenz in Hamar war so nicht mehr erforderlich. Die Anlage wurde in der Folgezeit von der staatlichen Verwaltung genutzt und als „Hamarhus“ bezeichnet. In dieser Phase entstanden weitere Gebäude, die in Fachwerk errichtet wurden.
1567 belagerte schwedisches Militär im Dreikronenkrieg die militärisch inzwischen völlig veraltete Anlage. Nach der Eroberung stießen sie weiter auf die Festung Akershus in Oslo vor, die sie aber nicht einnehmen konnten. Bei ihrem Rückzug sprengten die Schweden Harmahus oder brannten es zumindest nieder. Da für die Anlage inzwischen weder militärisch noch durch die Verwaltung (die nach Oslo verlagert wurde) Bedarf bestand, unterblieb ein Wiederaufbau.

### Private Nachnutzung
Der Bauschutt der Ruine wanderte teilweise in Neubauten benachbarter Gehöfte. Anfang des 18. Jahrhunderts waren die Grundmauern und abschnittweise auch noch aufgehendes Mauerwerk erhalten. 1716 gelangte das Gelände in private Hände und gehörte in der Folgezeit zu einem der größten Herrenhöfe Norwegens, einem Storhamar genannten landwirtschaftlichen Betrieb. Die Eigentümer nutzten die baulichen Reste aus dem Mittelalter im Zuge von Neubauten. So wurden Teile der Wehrmauer beim Bau einer Scheune integriert, die als die größte in Norwegen galt. Als 1849 Hamar neu gegründet wurde, geschah das zwei Kilometer weiter östlich. Das Areal der ehemaligen Bischofsresidenz blieb so weitgehend unbebaut. Allerdings erweiterte sich die Stadt immer weiter auch auf dem landwirtschaftlich genutzten Gelände, das sich entsprechend verkleinerte. 1940 gab der Gutshof seinen Betrieb auf.

### Museale Nutzung
1946 wurde die Anlage in das Hedmark Museum integriert, und in der Folge fanden seit 1947 auf dem Gelände archäologische Ausgrabungen statt – inzwischen bedeckten 1,5 m Schutt und Abfall das mittelalterliche Bodenniveau. 1967 bis 1973 errichtete das Museum in und über den historischen Resten von Bischofsresidenz und Gutshof moderne Ausstellungsgebäude. Architekt war Sverre Fehn. In weiteren Ausgrabungen von 1979 bis 1990 wurden die Fundamente zweier großer Steingebäude aufgedeckt, die in situ erhalten sind und 2005 Schutzbauten erhielten.

## Bauten
Umgeben war die Anlage von einer steinernen Wehrmauer mit einem Zugangstor, das von einem Torgebäude bewacht wurde. Dort befand sich auch ein Raum, der als Gefängnis diente. Ein weiterer Zugang befand sich in der Mauer, die in der zweiten Hälfte des 15. Jahrhunderts errichtet wurde, um das ursprüngliche Areal zu verkleinern.
Zentrales Gebäude war ein mehrstöckiger Wohnturm. Außerdem gab es ein zweites, repräsentatives Steingebäude im Stil eines Palas, an der südlichen Außenmauer angebaut. Weitere Holz- und Fachwerkhäuser lehnten sich ebenfalls an die Ringmauer. In diesen Gebäuden befanden sich Wirtschaftsräume.
In der Mitte der Anlage gab es einen Zugbrunnen.

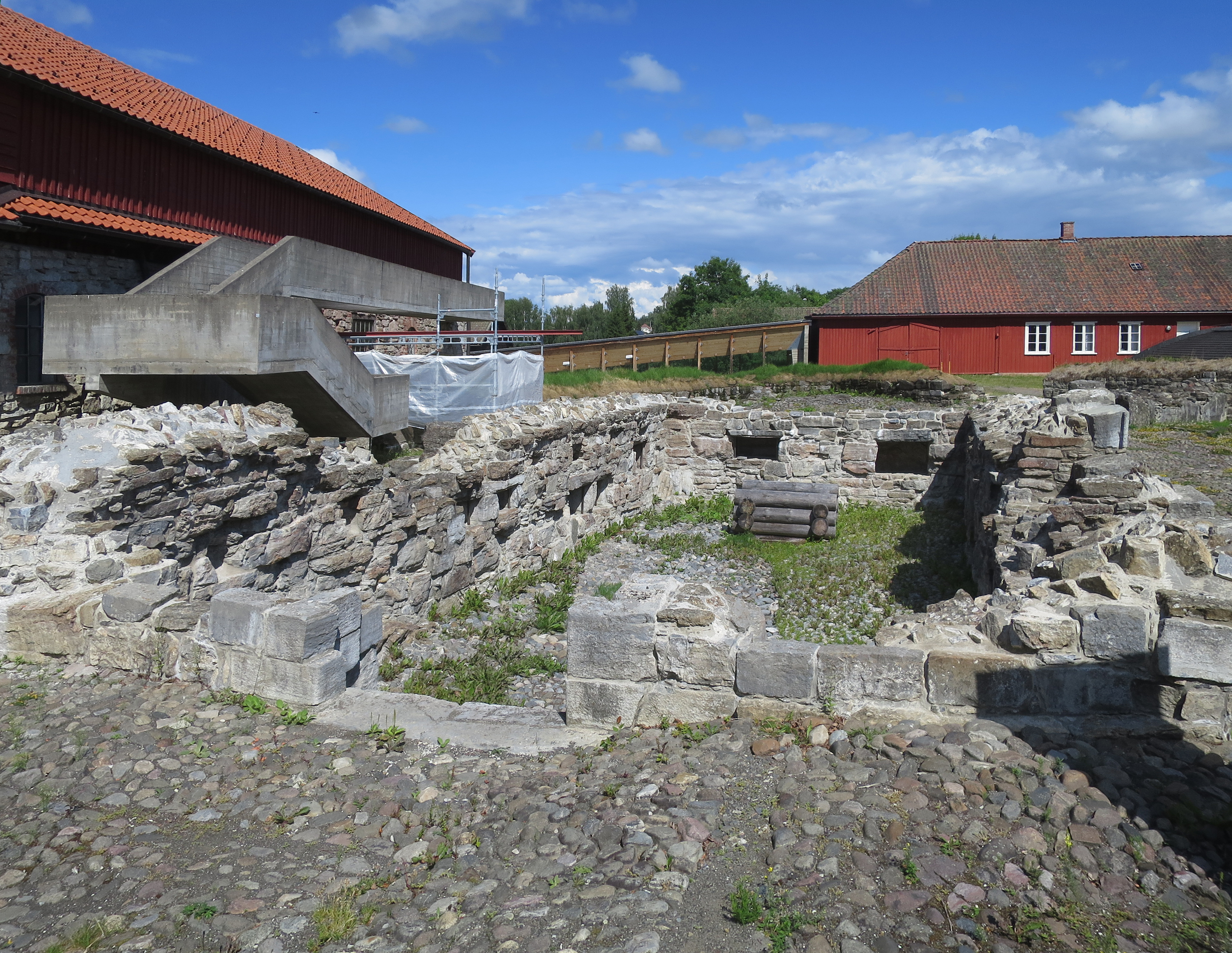
Konservierte Grundmauern des Wohnturms nach der archäologischen Untersuchung
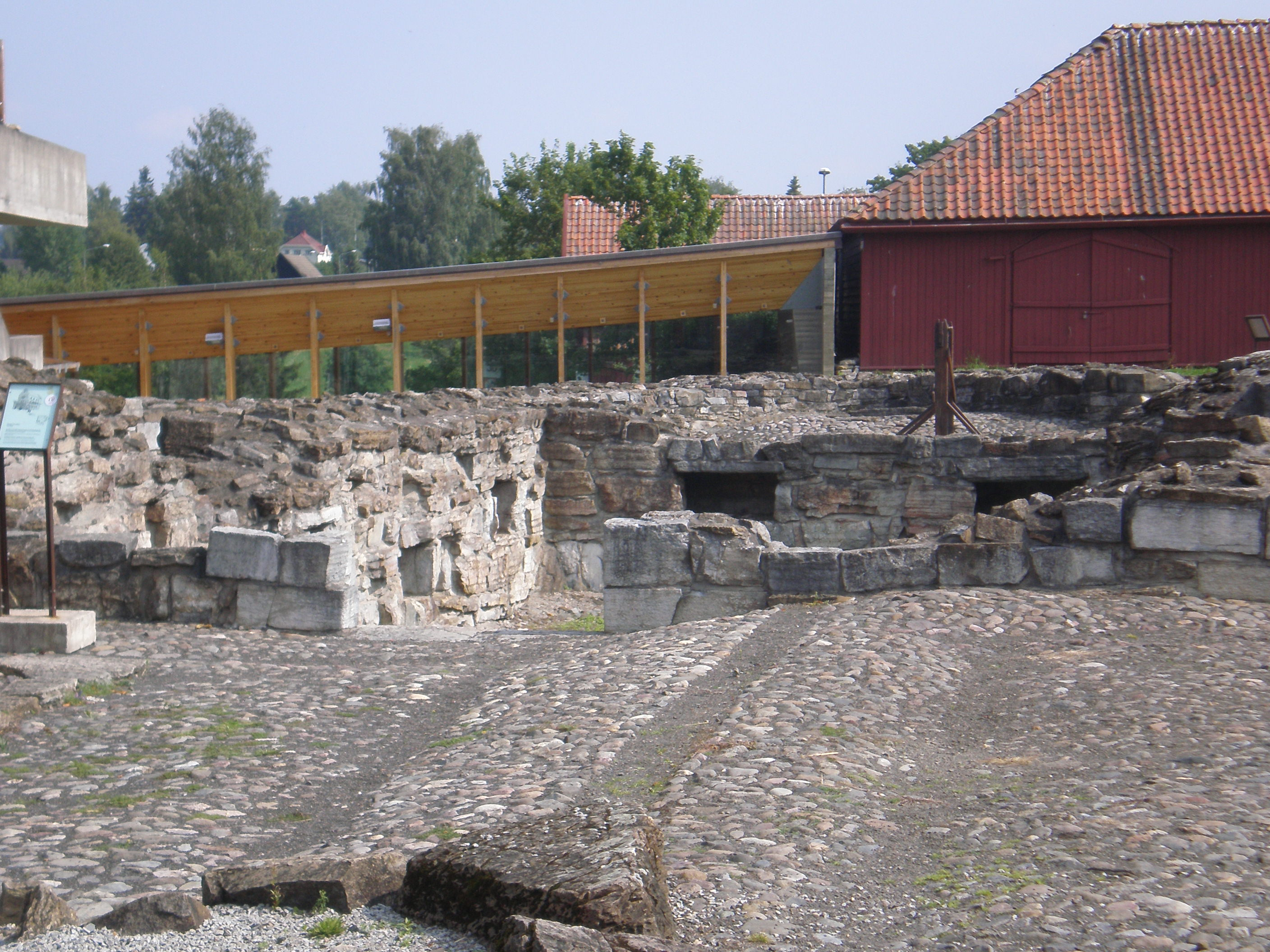
Ergrabene Ruinenreste des Wohnturms (2007)
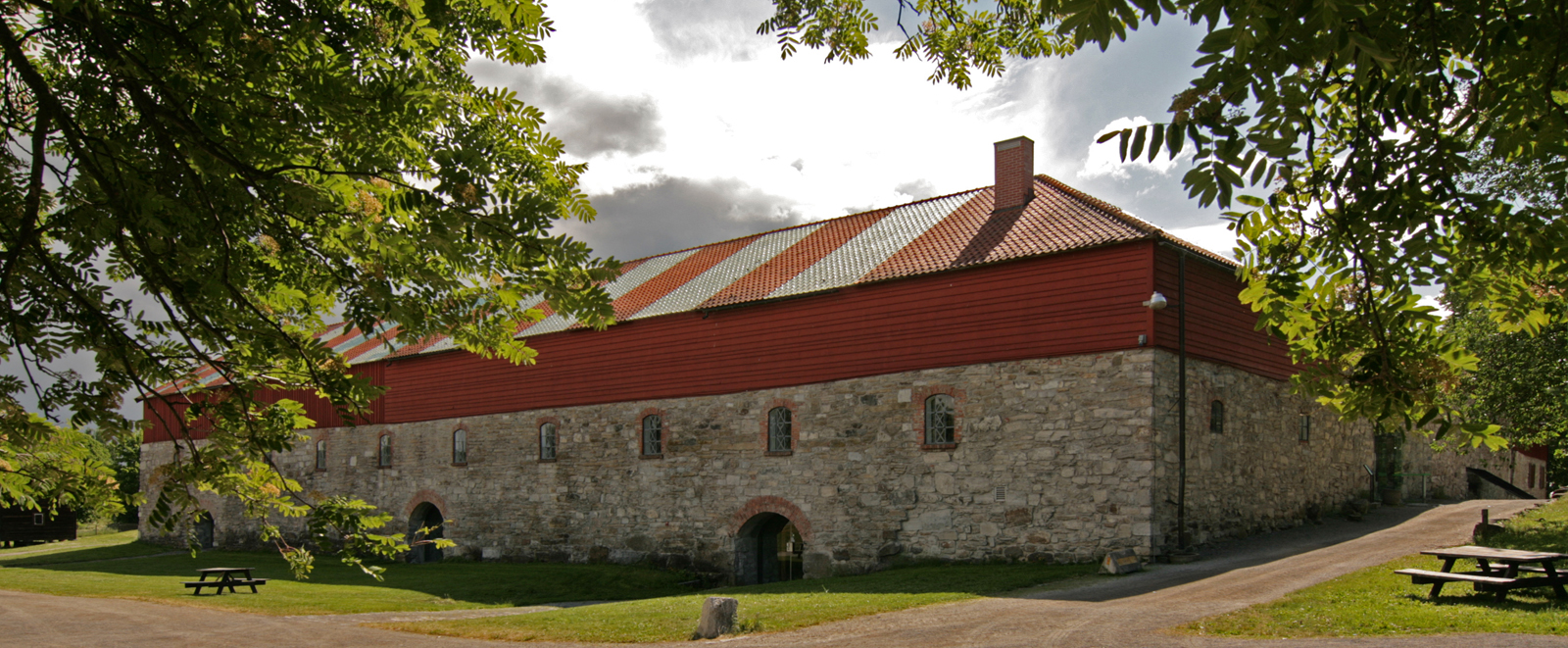
Storhamar Scheune aus dem 18. Jahrhundert, errichtet unter Nutzung der mittelalterlichen Ringmauer
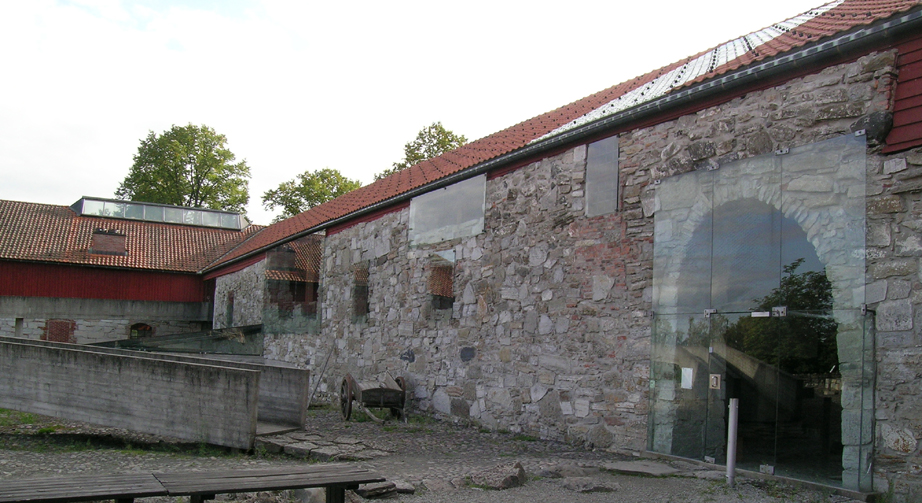
Storhamar Bauten des 18. Jahrhunderts, zu großen Teilen aus den Resten der Burg errichtet
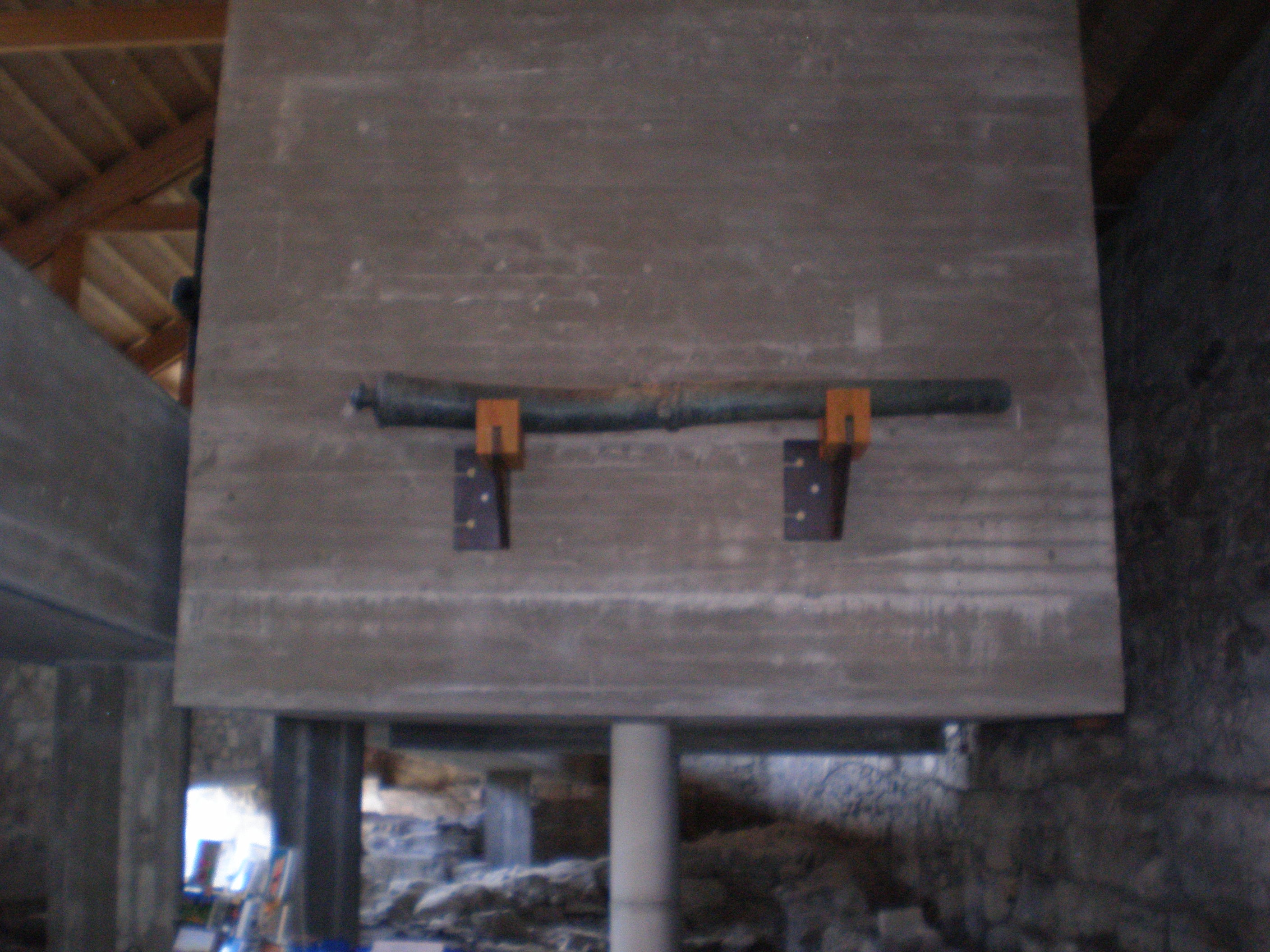
Ergrabene Kanone der Bischofsburg im Museum